# Ovalipes catharus
Ovalipes catharus, thường được gọi là cua mái chèo, hay cua bơi, hoặc tiếng Māori: pāpaka, là một loài cua thuộc họ Ovalipidae. Loài này được tìm thấy ở vùng nước nông, đáy cát xung quanh bờ biển New Zealand, quần đảo Chatham và hiếm khi thấy ở miền nam nước Úc. Đây là loài kiếm ăn cơ hội, hung dữ và có tập tính hoạt động đa dạng, chủ yếu hoạt động vào ban đêm, chúng chủ yếu săn bắt động vật thân mềm và giáp xác. Loài này có tập tính ăn thịt đồng loại, ở một số địa điểm mà loài này sinh sống việc ăn thịt đồng loại chiếm hơn một phần tư khẩu phần trong chế độ ăn của chúng. Chân sau có hình mái chèo và mai cua thuôn dài nhờ đó chúng có thể bơi nhanh để bắt con mồi và nhanh chóng tự đào cát vùi mình để thoát khỏi việc bị loài khác săn. Mùa sinh sản là vào mùa đông và mùa xuân; con đực mang theo con cái cho đến khi con cái lột xác, sau đó hai con giao phối và con cái có thể di chuyển vào vùng nước sâu hơn để ấp và phát tán ấu trùng của nó.
Từ những năm 1970, nghề thủy sản thương mại đã đánh bắt O. catharus, với sản lượng đánh bắt giảm đáng kể so với mức đỉnh điểm vào cuối những năm 1990. Số lượng của loài này dự kiến sẽ tăng lên, mặc dù các nhà sinh thái học đã nêu lên mối lo ngại rằng O. catharus có thể bị Charybdis japonica, một loài xâm lấn có kích thước, chế độ ăn và môi trường sống tương tự cạnh tranh. O. catharus hiện diện trong văn hóa Māori vừa là một họa tiết nghệ thuật vừa là nguồn thực phẩm truyền thống.

## Mô tả

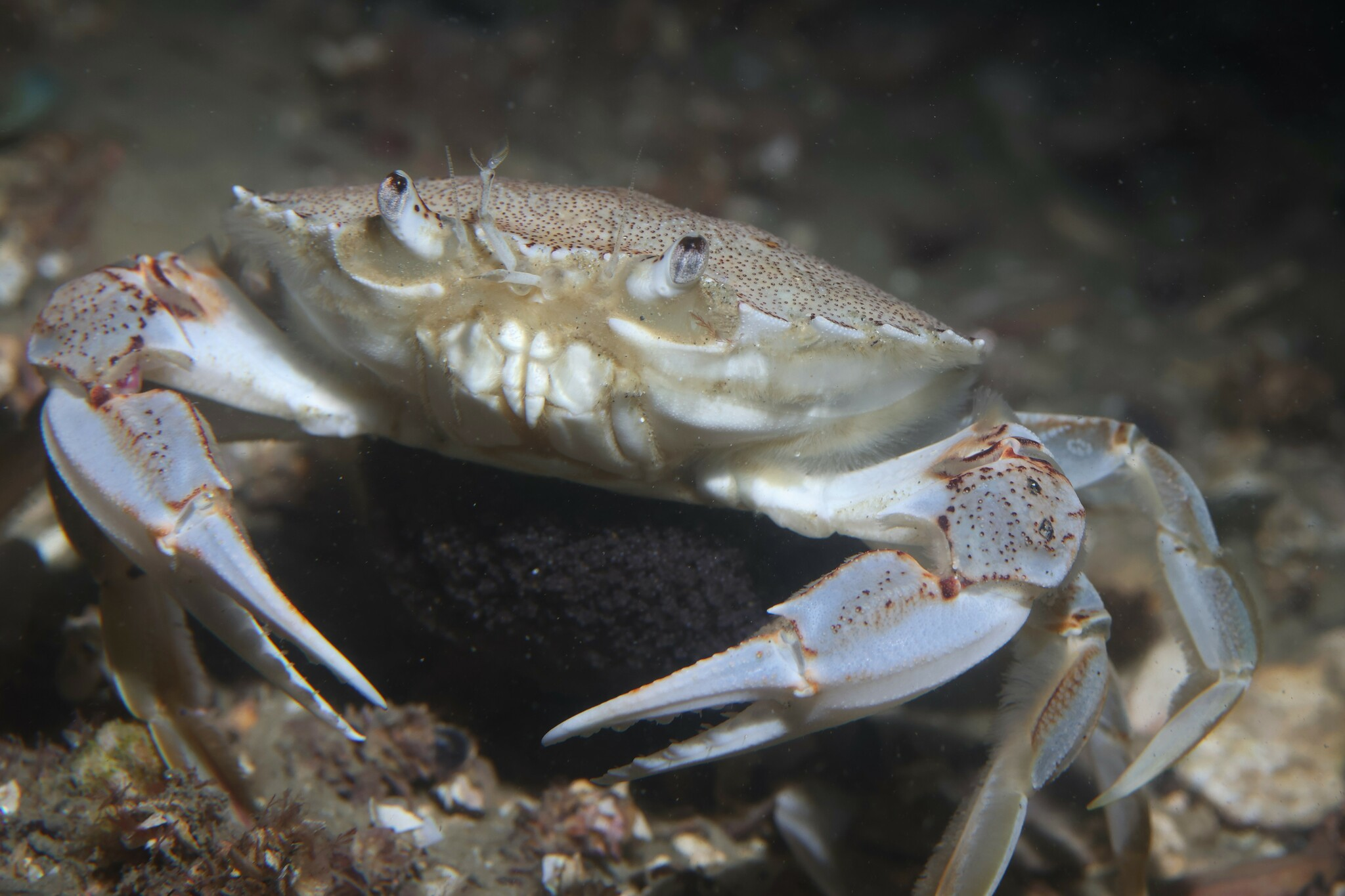
Mặt trước của O. catharus ngay dưới mai cua được bao phủ bởi lông cứng.

Ovalipes catharus có mai hình bầu dục, thuôn dài và hơi sần sùi với năm điểm trên mai nhô ra khá lớn, các điểm đó trông giống răng cưa, chúng nằm ở hai bên mắt và bốn điểm nhỏ hơn nằm ở phía trước giữa hai mắt. Mai có hai đốm mắt lớn màu hạt dẻ ở phía sau, hai đốm mắt nhỏ hơn gần phía trước mai và các rãnh cổ tạo thành một vết lõm hình con bướm gần tâm của mai cua. Nhìn tổng quan, mai có màu xám cát với các điểm nhấn màu đỏ cam và rải rác những đốm nhỏ màu nâu. Bụng của cua có màu trắng, chân sau của nó dẹt và có màu tím, có chức năng như mái chèo bơi. Vùng trên miệng gần gốc râu có lông và một đường lông cứng chạy từ gốc hốc mắt sâu ra đến khu vực bên dưới răng cưa của mai cua. Giống như các loài Ovalipes khác, O. catharus có đôi mắt phát triển tốt, tương đối lớn. Tuy nhiên, không giống so với khoảng một nửa số loài Ovalipes đã biết, loài này không có hình thức báo hiệu như việc thể hiện óng ánh trên thân của chúng.
Loài có chi trước là một cặp càng tương đối ngắn có gai và hạt trên cổ càng và có lông ở viền sau của càng. Càng bên trái (càng phụ) nhỏ hơn càng bên phải (càng chính) và cả hai ngón của càng đều mảnh và thon. Càng nhỏ phát triển theo tỷ lệ thuận với chiều rộng mai cua ở con cái, nhưng nó có thể biểu hiện tương quan sinh trưởng (phát triển nhỏ hơn theo tỷ lệ) ở con đực. Nó sử dụng càng nhỏ để cắt, chiếc càng nhỏ có những chiếc răng hình nón nhỏ trên cả hai ngón càng, trong khi càng lớn cũng có một chiếc răng khá lớn được sử dụng để nghiền nát con mồi. Nó có ba cặp chân dùng để bò, có hạt và tương đối phẳng.  Các chân mái chèo phía sau phẳng, chạy dọc chân là viền bằng lông.
O. catharus đực trưởng thành có thể đạt chiều rộng mai cua lên tới 150 mm (5,9 in), và những con đực lớn nhất nặng khoảng 600–700 g (21–25 oz). Những con cái trưởng thành về mặt sinh dục thường có chiều rộng mai cua > 70 mm (2,8 in) và rộng tới khoảng 115 mm (4,5 in). Những con non nhỏ nhất có xu hướng cư trú ở vùng nước nông khoảng 0,1–0,5 m (0,33–1,6 ft), trong khi vùng nước sâu hơn từ 5–15 m (16–49 ft) thường là nơi sinh sống của những cá thể lớn nhất và trưởng thành nhất. Kích thước bụng ở con đực và con cái non phát triển dần theo tỷ lệ thuận với chiều rộng mai cua, nhưng sau khi chiều rộng mai cua đạt 30–40 mm (1,2–1,6 in), bụng của con cái biểu hiện tương quan sinh trưởng dương. Chiều dài mai cua tương đối giảm dần so với chiều rộng khi cua lớn lên. Trung bình, mai cua rộng hơn chiều dài khoảng 1,35 lần.
O. catharus có thời gian phát triển con non dài hơn so với các loài giáp xác mười chân khác – khoảng hai tháng với tám giai đoạn ấu trùng giáp xác. Trong quá trình sinh trứng, một noãn bào bắt nguồn từ một tế bào lưỡng bội cỡ nhỏ, ban đầu nó có đường kính từ 5–25 μm; sau đó nó phát triển đến khoảng 0,32 mm (0,013 in). Trứng có hình dạng gần như là hình cầu, từ màu vàng với xấp xỉ 0,3 mm (0,012 in) đường kính chuyển sang màu đen với khoảng 0,37 mm (0,015 in) đường kính trong khoảng một tháng sau đó ngay trước khi chuyển thành ấu trùng cua non. Dạng ấu trùng trong suốt hoặc màu đen, sau đó phát triển các tế bào sắc tố màu đỏ, và sau đó chuyển sang màu đen khi lột xác thành ấu trùng trưởng thành. Dạng ấu trùng có gai lưng nổi bật và gai mỏ cũng nổi bật tương tự cùng hai gai bên nhỏ hơn. Ở dạng ấu trùng đầy đủ, mỏ tương đối nhỏ hơn nhiều và mai cua dài khoảng 4,65 mm (0,18 in) hoàn toàn nhẵn. Sau dạng ấu trùng đầy đủ, O. catharus có 13 giai đoạn phát triển riêng biệt, được gọi là các giai đoạn lột vỏ giáp xác, và đạt kích thước tối đa khi được 3–4 tuổi. Người ta nghi ngờ rằng sự phát triển này chỉ bị giới hạn bởi tuổi thọ của nó và nếu không, nó có thể tiếp tục lột xác vô thời hạn một lần mỗi năm. Các cá thể cua của quần thể O. catharus biệt lập từ quần đảo Chatham có xu hướng lớn hơn và mất nhiều thời gian hơn để trưởng thành so với những con cua ở đất liền New Zealand. Tuổi thọ của loài này là 3–5 năm.

## Sinh lý và giải phẫu nội tạng
O. catharus là một loài có thể thích nghi thẩm thấu hoặc là một loài điều hòa thẩm thấu yếu. Nó có thể đảo ngược hướng dòng thông khí bằng cách điều chỉnh kích thước lỗ khí khổng nằm ở gốc chân, được cho là một phương cách để ngăn các hạt vật chất cản trở các lỗ này. Các lỗ mở dẫn vào khoang mang và được bao phủ bởi các lông dày đặc có chức năng lọc. Không giống như hầu hết các loài giáp xác mười chân khác, giai đoạn dòng chảy ngược này có thể được duy trì và thường được nhìn thấy khi cua vùi mình trong cát hoặc lúc nó đang nghỉ ngơi.
Tim của loài cua này chỉ có một tâm thất, đẩy máu hemolymph đến 7 động mạch. 5 động mạch (trong đó có động mạch chủ trước) đưa máu từ tim đến các cơ quan như hạch não, mắt, râu, gan tụy và nhiều cơ quan tiêu hóa khác. Một động mạch dẫn máu khỏi tim về phía bụng, được gọi là động mạch ức, chiếm gần 70% lưu lượng máu. Động mạch này phân nhánh, cấp máu cho 5 cặp chân và càng, trong đó nhánh lớn nhất là những mạch cấp máu cho các chân mái chèo phía sau của nó. Cuối cùng, 1 động mạch chủ sau tương đối nhỏ chạy xuống giữa bụng của con cua.
O. catharus là loài động vật thân mềm rất nhạy cảm với nhiệt độ. Nhiệt độ nước chỉ tăng vài độ thôi sẽ đẩy nhanh đáng kể sự phát triển của nó. Vào mùa hè khi nhiệt độ khoảng 20 °C (68 °F), nhịp tim của loài cua này là khoảng 50 chu kỳ/phút. Khi tăng nhiệt độ trên ngưỡng này, nhịp tim bắt đầu chậm lại. Ở nhiệt độ 25 °C (77 °F), nhịp tim tăng gấp đôi lên 125 chu kỳ/phút. Nhiệt độ khoảng 30 °C (86 °F) có thể làm cua chết. Quá trình phosphoryl hóa ADP trong hô hấp cũng giảm ở nhiệt độ trên 20 °C (68 °F), cho thấy khả năng sản xuất ATP của ty thể giảm. Ở nhiệt độ khoảng 10 °C (50 °F), gần mức thấp nhất so với ngưỡng nhiệt chịu được của loài này trong tự nhiên, loài này cần phải kích thích thì mới ăn được. Nhìn chung ở nhiệt độ này, chúng ăn ít hơn và mất nhiều thời gian hơn gấp ba lần để tiêu hóa thức ăn so với ở nhiệt độ 20 °C (68 °F).
O. catharus nghe dưới nước bằng cách sử dụng hệ thống ống nhỏ nằm dưới ăng-ten đầu tiên của nó được gọi là nang thăng bằng. Nang này chứa một khối kết tụ các hạt cát được gọi là statolith và có chức năng tương tự như sỏi tai (thạch nhĩ) ở động vật có xương sống. Cua có thể nghe thấy âm thanh trong khoảng thấp nhất 40–2000 Hz, nhưng đặc biệt nhạy cảm với phạm vi từ 100–200 Hz. Nó sử dụng một cơ chế bên trong hiện vẫn chưa được biết đến để tạo ra âm thanh "khàn khàn" tần số rộng đa xung, với giả thuyết được đưa ra là để truyền đạt thông tin có thức ăn cho các thành viên khác trong loài. Con đực cũng sử dụng một cơ chế bên trong chưa được biết đến để tạo ra âm thanh siêu trầm được dùng trong hành vi giao phối của chúng.

## Phân loại

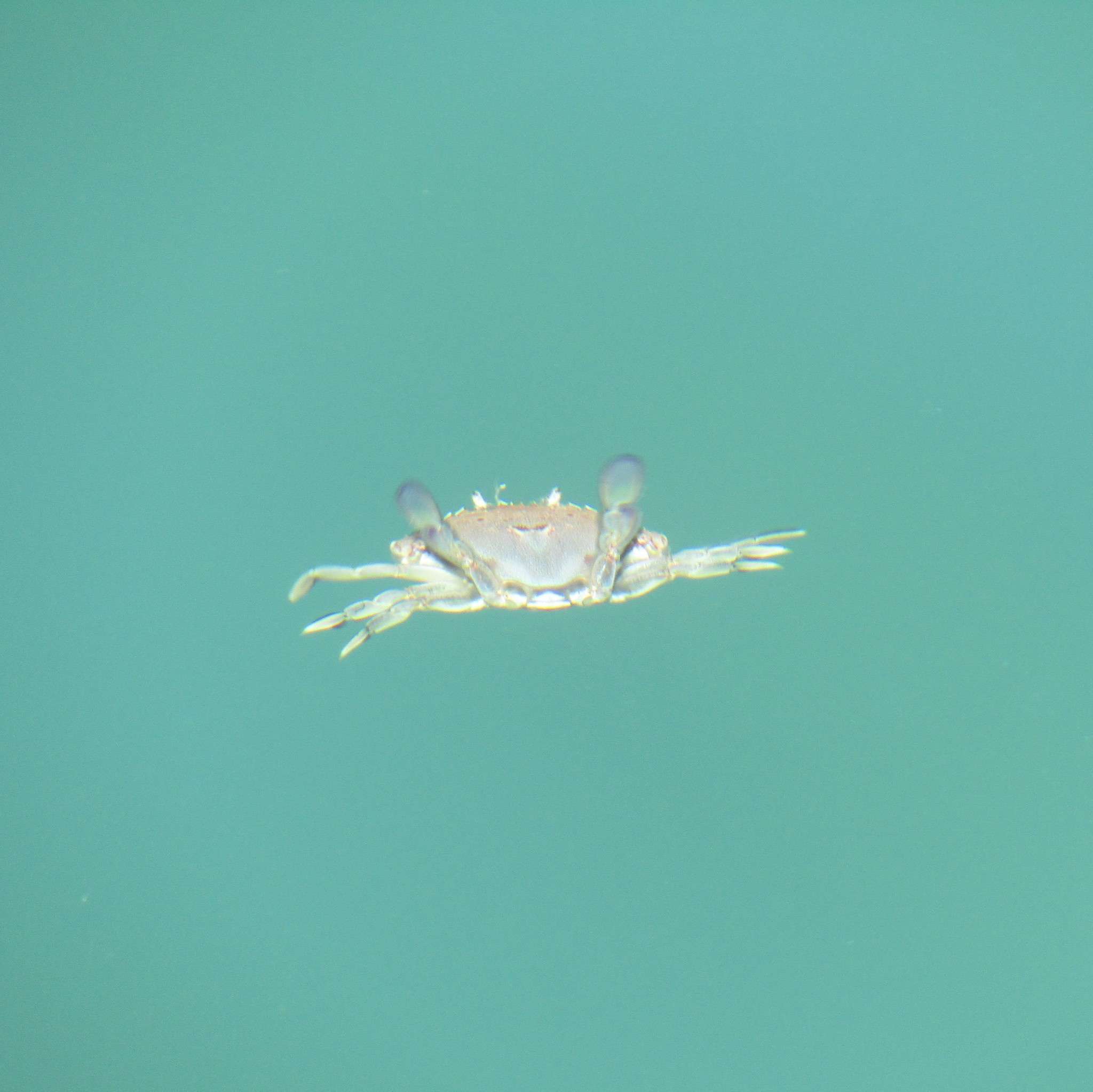
O. catharus sử dụng chân sau hình mái chèo để bơi.

Trong tiếng Anh, Ovalipes catharus có tên gọi thông thường là "paddle crab" (tạm dịch là cua mái chèo) hoặc "common swimming crab" (tạm dịch là cua bơi phổ thông). Trong tiếng Māori là pāpaka. Loài này được mô tả vào năm 1843 bởi nhà động vật học Adam White từ một mẫu vật tại Bảo tàng Anh được thu thập bởi Andrew Sinclair. Mặc dù White đã xếp nó vào chi Portunus, các nhà sinh vật học biển là William Stephenson và May Rees vào năm 1968 đã xếp nó vào chi Ovalipes dựa trên các mẫu sắc màu của nó. Giống như ba loài khác trước năm 1968, nó đã từng bị nhầm lẫn với O. punctatus, O. catharus là một phần của một nhóm riêng biệt gọi là Ovalipes, bao gồm cả O. australiensis, O. elongatus, O. georgei, O. punctatus và O. trimaculatus. O. catharus cũng rất giống (và có khả năng là một loài đồng nhất) với một mảnh móng hóa thạch (móng trên càng cua) từ Thế Pleistocen Muộn của New Zealand. Có ba đặc điểm đáng tin cậy kết hợp lại giúp phân biệt O. catharus với các thành viên khác của Ovalipes: các hột nhỏ trên các sống gồ ghề ở mặt trên của càng cua, các sọc ở mặt dưới của càng, và một mai cua có chiều dài gấp 1,35 lần chiều rộng. Biểu đồ phân loài sau đây dựa trên hình thái cho thấy mối quan hệ giữa O. catharus và các loài Ovalipes khác còn tồn tại:

|  | \| \| Ovalipes australiensis \| \| \| \| \| \| Ovalipes punctatus \| \| \| \| |
|  |                                                                               |
|  | Ovalipes elongatus                                                            |
|  |                                                                               |
|  | Ovalipes australiensis                                                        |
|  |                                                                               |
|  | Ovalipes punctatus                                                            |
|  |                                                                               |

|  | Ovalipes australiensis |
|  |                        |
|  | Ovalipes punctatus     |
|  |                        |

|  | \| \| Ovalipes australiensis \| \| \| \| \| \| Ovalipes punctatus \| \| \| \| |
|  |                                                                               |
|  | Ovalipes elongatus                                                            |
|  |                                                                               |
|  | Ovalipes australiensis                                                        |
|  |                                                                               |
|  | Ovalipes punctatus                                                            |
|  |                                                                               |

|  | Ovalipes australiensis |
|  |                        |
|  | Ovalipes punctatus     |
|  |                        |

|  | \| \| Ovalipes australiensis \| \| \| \| \| \| Ovalipes punctatus \| \| \| \| |
|  |                                                                               |
|  | Ovalipes elongatus                                                            |
|  |                                                                               |
|  | Ovalipes australiensis                                                        |
|  |                                                                               |
|  | Ovalipes punctatus                                                            |
|  |                                                                               |

|  | Ovalipes australiensis |
|  |                        |
|  | Ovalipes punctatus     |
|  |                        |

|  | \| \| Ovalipes australiensis \| \| \| \| \| \| Ovalipes punctatus \| \| \| \| |
|  |                                                                               |
|  | Ovalipes elongatus                                                            |
|  |                                                                               |
|  | Ovalipes australiensis                                                        |
|  |                                                                               |
|  | Ovalipes punctatus                                                            |
|  |                                                                               |

|  | Ovalipes australiensis |
|  |                        |
|  | Ovalipes punctatus     |
|  |                        |

|  | \| \| Ovalipes australiensis \| \| \| \| \| \| Ovalipes punctatus \| \| \| \| |
|  |                                                                               |
|  | Ovalipes elongatus                                                            |
|  |                                                                               |
|  | Ovalipes australiensis                                                        |
|  |                                                                               |
|  | Ovalipes punctatus                                                            |
|  |                                                                               |

|  | Ovalipes australiensis |
|  |                        |
|  | Ovalipes punctatus     |
|  |                        |

|  | \| \| Ovalipes australiensis \| \| \| \| \| \| Ovalipes punctatus \| \| \| \| |
|  |                                                                               |
|  | Ovalipes elongatus                                                            |
|  |                                                                               |
|  | Ovalipes australiensis                                                        |
|  |                                                                               |
|  | Ovalipes punctatus                                                            |
|  |                                                                               |

|  | Ovalipes australiensis |
|  |                        |
|  | Ovalipes punctatus     |
|  |                        |

|  | \| \| Ovalipes australiensis \| \| \| \| \| \| Ovalipes punctatus \| \| \| \| |
|  |                                                                               |
|  | Ovalipes elongatus                                                            |
|  |                                                                               |
|  | Ovalipes australiensis                                                        |
|  |                                                                               |
|  | Ovalipes punctatus                                                            |
|  |                                                                               |

|  | Ovalipes australiensis |
|  |                        |
|  | Ovalipes punctatus     |
|  |                        |

|  | \| \| Ovalipes australiensis \| \| \| \| \| \| Ovalipes punctatus \| \| \| \| |
|  |                                                                               |
|  | Ovalipes elongatus                                                            |
|  |                                                                               |
|  | Ovalipes australiensis                                                        |
|  |                                                                               |
|  | Ovalipes punctatus                                                            |
|  |                                                                               |

|  | Ovalipes australiensis |
|  |                        |
|  | Ovalipes punctatus     |
|  |                        |

|  | \| \| Ovalipes ocellatus \| \| \| \| \| \| Ovalipes stephensoni \| \| \| \| |
|  |                                                                             |
|  | Ovalipes floridanus                                                         |
|  |                                                                             |
|  | Ovalipes ocellatus                                                          |
|  |                                                                             |
|  | Ovalipes stephensoni                                                        |
|  |                                                                             |

|  | Ovalipes ocellatus   |
|  |                      |
|  | Ovalipes stephensoni |
|  |                      |

|  | Ovalipes iridescens |
|  |                     |
|  | Ovalipes molleri    |
|  |                     |

|  | \| \| Ovalipes ocellatus \| \| \| \| \| \| Ovalipes stephensoni \| \| \| \| |
|  |                                                                             |
|  | Ovalipes floridanus                                                         |
|  |                                                                             |
|  | Ovalipes ocellatus                                                          |
|  |                                                                             |
|  | Ovalipes stephensoni                                                        |
|  |                                                                             |

|  | Ovalipes ocellatus   |
|  |                      |
|  | Ovalipes stephensoni |
|  |                      |

|  | Ovalipes iridescens |
|  |                     |
|  | Ovalipes molleri    |
|  |                     |

|  | \| \| Ovalipes ocellatus \| \| \| \| \| \| Ovalipes stephensoni \| \| \| \| |
|  |                                                                             |
|  | Ovalipes floridanus                                                         |
|  |                                                                             |
|  | Ovalipes ocellatus                                                          |
|  |                                                                             |
|  | Ovalipes stephensoni                                                        |
|  |                                                                             |

|  | Ovalipes ocellatus   |
|  |                      |
|  | Ovalipes stephensoni |
|  |                      |

|  | Ovalipes iridescens |
|  |                     |
|  | Ovalipes molleri    |
|  |                     |

|  | \| \| Ovalipes ocellatus \| \| \| \| \| \| Ovalipes stephensoni \| \| \| \| |
|  |                                                                             |
|  | Ovalipes floridanus                                                         |
|  |                                                                             |
|  | Ovalipes ocellatus                                                          |
|  |                                                                             |
|  | Ovalipes stephensoni                                                        |
|  |                                                                             |

|  | Ovalipes ocellatus   |
|  |                      |
|  | Ovalipes stephensoni |
|  |                      |

|  | Ovalipes iridescens |
|  |                     |
|  | Ovalipes molleri    |
|  |                     |

|  | \| \| Ovalipes australiensis \| \| \| \| \| \| Ovalipes punctatus \| \| \| \| |
|  |                                                                               |
|  | Ovalipes elongatus                                                            |
|  |                                                                               |
|  | Ovalipes australiensis                                                        |
|  |                                                                               |
|  | Ovalipes punctatus                                                            |
|  |                                                                               |

|  | Ovalipes australiensis |
|  |                        |
|  | Ovalipes punctatus     |
|  |                        |

|  | \| \| Ovalipes australiensis \| \| \| \| \| \| Ovalipes punctatus \| \| \| \| |
|  |                                                                               |
|  | Ovalipes elongatus                                                            |
|  |                                                                               |
|  | Ovalipes australiensis                                                        |
|  |                                                                               |
|  | Ovalipes punctatus                                                            |
|  |                                                                               |

|  | Ovalipes australiensis |
|  |                        |
|  | Ovalipes punctatus     |
|  |                        |

|  | \| \| Ovalipes australiensis \| \| \| \| \| \| Ovalipes punctatus \| \| \| \| |
|  |                                                                               |
|  | Ovalipes elongatus                                                            |
|  |                                                                               |
|  | Ovalipes australiensis                                                        |
|  |                                                                               |
|  | Ovalipes punctatus                                                            |
|  |                                                                               |

|  | Ovalipes australiensis |
|  |                        |
|  | Ovalipes punctatus     |
|  |                        |

|  | \| \| Ovalipes australiensis \| \| \| \| \| \| Ovalipes punctatus \| \| \| \| |
|  |                                                                               |
|  | Ovalipes elongatus                                                            |
|  |                                                                               |
|  | Ovalipes australiensis                                                        |
|  |                                                                               |
|  | Ovalipes punctatus                                                            |
|  |                                                                               |

|  | Ovalipes australiensis |
|  |                        |
|  | Ovalipes punctatus     |
|  |                        |

|  | \| \| Ovalipes australiensis \| \| \| \| \| \| Ovalipes punctatus \| \| \| \| |
|  |                                                                               |
|  | Ovalipes elongatus                                                            |
|  |                                                                               |
|  | Ovalipes australiensis                                                        |
|  |                                                                               |
|  | Ovalipes punctatus                                                            |
|  |                                                                               |

|  | Ovalipes australiensis |
|  |                        |
|  | Ovalipes punctatus     |
|  |                        |

|  | \| \| Ovalipes australiensis \| \| \| \| \| \| Ovalipes punctatus \| \| \| \| |
|  |                                                                               |
|  | Ovalipes elongatus                                                            |
|  |                                                                               |
|  | Ovalipes australiensis                                                        |
|  |                                                                               |
|  | Ovalipes punctatus                                                            |
|  |                                                                               |

|  | Ovalipes australiensis |
|  |                        |
|  | Ovalipes punctatus     |
|  |                        |

|  | \| \| Ovalipes australiensis \| \| \| \| \| \| Ovalipes punctatus \| \| \| \| |
|  |                                                                               |
|  | Ovalipes elongatus                                                            |
|  |                                                                               |
|  | Ovalipes australiensis                                                        |
|  |                                                                               |
|  | Ovalipes punctatus                                                            |
|  |                                                                               |

|  | Ovalipes australiensis |
|  |                        |
|  | Ovalipes punctatus     |
|  |                        |

|  | \| \| Ovalipes australiensis \| \| \| \| \| \| Ovalipes punctatus \| \| \| \| |
|  |                                                                               |
|  | Ovalipes elongatus                                                            |
|  |                                                                               |
|  | Ovalipes australiensis                                                        |
|  |                                                                               |
|  | Ovalipes punctatus                                                            |
|  |                                                                               |

|  | Ovalipes australiensis |
|  |                        |
|  | Ovalipes punctatus     |
|  |                        |

|  | \| \| Ovalipes ocellatus \| \| \| \| \| \| Ovalipes stephensoni \| \| \| \| |
|  |                                                                             |
|  | Ovalipes floridanus                                                         |
|  |                                                                             |
|  | Ovalipes ocellatus                                                          |
|  |                                                                             |
|  | Ovalipes stephensoni                                                        |
|  |                                                                             |

|  | Ovalipes ocellatus   |
|  |                      |
|  | Ovalipes stephensoni |
|  |                      |

|  | Ovalipes iridescens |
|  |                     |
|  | Ovalipes molleri    |
|  |                     |

|  | \| \| Ovalipes ocellatus \| \| \| \| \| \| Ovalipes stephensoni \| \| \| \| |
|  |                                                                             |
|  | Ovalipes floridanus                                                         |
|  |                                                                             |
|  | Ovalipes ocellatus                                                          |
|  |                                                                             |
|  | Ovalipes stephensoni                                                        |
|  |                                                                             |

|  | Ovalipes ocellatus   |
|  |                      |
|  | Ovalipes stephensoni |
|  |                      |

|  | Ovalipes iridescens |
|  |                     |
|  | Ovalipes molleri    |
|  |                     |

|  | \| \| Ovalipes ocellatus \| \| \| \| \| \| Ovalipes stephensoni \| \| \| \| |
|  |                                                                             |
|  | Ovalipes floridanus                                                         |
|  |                                                                             |
|  | Ovalipes ocellatus                                                          |
|  |                                                                             |
|  | Ovalipes stephensoni                                                        |
|  |                                                                             |

|  | Ovalipes ocellatus   |
|  |                      |
|  | Ovalipes stephensoni |
|  |                      |

|  | Ovalipes iridescens |
|  |                     |
|  | Ovalipes molleri    |
|  |                     |

|  | \| \| Ovalipes ocellatus \| \| \| \| \| \| Ovalipes stephensoni \| \| \| \| |
|  |                                                                             |
|  | Ovalipes floridanus                                                         |
|  |                                                                             |
|  | Ovalipes ocellatus                                                          |
|  |                                                                             |
|  | Ovalipes stephensoni                                                        |
|  |                                                                             |

|  | Ovalipes ocellatus   |
|  |                      |
|  | Ovalipes stephensoni |
|  |                      |

|  | Ovalipes iridescens |
|  |                     |
|  | Ovalipes molleri    |
|  |                     |

## Phân bố và môi trường sống
O. catharus là loài bản địa của New Zealand, nó có thể được tìm thấy từ Đảo Stewart đến Northland và ở quần đảo Chatham. Cua cũng hiện diện dù không phổ biến ở bờ biển phía nam của Australia, từ viễn tây bang South Australia và đến Vịnh Port Phillip thuộc Victoria ở viễn đông. Nó sống dọc theo các vùng đáy cát ven biển, thường ở độ sâu <10 m (33 ft) trong các cửa sông và khu vực cận bờ biển, nó di chuyển vào khu vực gian triều vào buổi tối hoặc ban đêm để kiếm ăn. Loài này thường chôn mình trong trầm tích suốt cả ngày. Mặc dù nó thường trụ ở các vùng nước nông, nhưng có thể tìm thấy ở độ sâu lên đến 100 m (330 ft), và ấu trùng cua non có thể được tìm thấy ở độ sâu lên đến ít nhất 700 m (2.300 ft). Cua con thường được thấy ở vũng biển kín sau khi chúng di cư vào bờ trong thời kỳ sinh trưởng ấu trùng. Con đực và con cái tập hợp lại ở các vịnh kín gió trong mùa sinh sản mùa đông và mùa xuân. Sau đó, con đực di chuyển ra các bãi biển rộng và lớn vào mùa xuân, trong khi con cái di chuyển đến các khu vực không xác định - được cho là khu vực sinh sản có mực nước sâu hơn để ấp trứng. Thông tin từ các nguồn không chính thức cho thấy số lượng cá thể O. catharus gia tăng đáng kể kể từ những năm 1970.

## Chế độ ăn uống và hành vi kiếm ăn

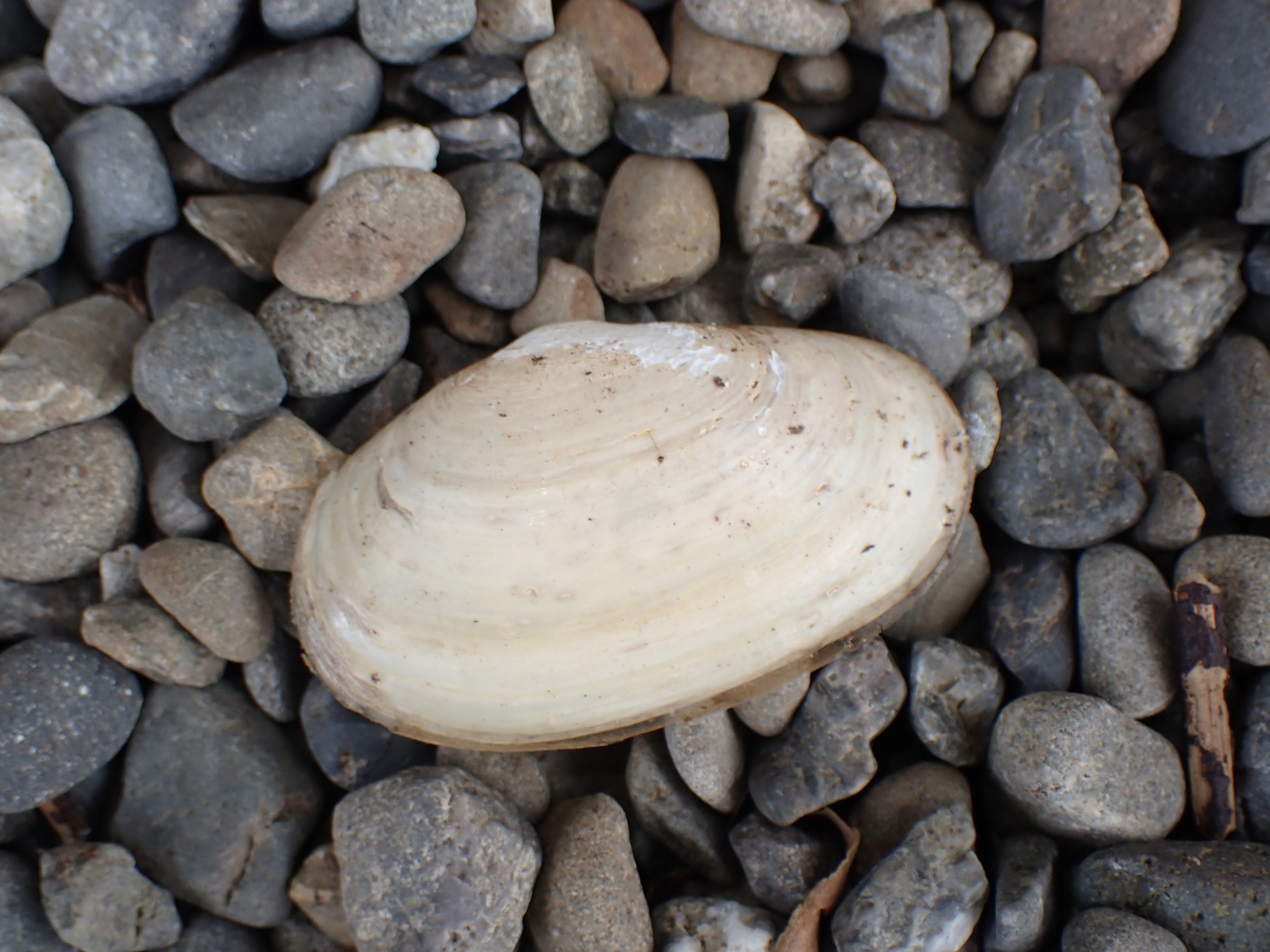
Các loài nhuyễn thể như Paphies australis chiếm một phần đáng kể trong chế độ ăn của O. catharus.

Chế độ ăn của O. catharus chủ yếu bao gồm động vật thân mềm (đặc biệt là chi Paphies), động vật giáp xác, cá, giun lông và tảo. Những cá thể O. catharus lớn thường ăn ít hơn, chủ yếu chúng ăn tảo cũng như các động vật lớn hơn như giáp xác mười chân và cá xương, trong khi những con cua nhỏ hơn thường xuyên săn mồi những động vật giáp xác nhỏ và mềm hơn như động vật giáp xác mềm, chân đều, mysida và tôm dấu phẩy. Nó cũng thường xuyên ăn thịt đồng loại nhỏ hơn và những con vừa mới lột xác. Các cá thể O. catharus khác thường chiếm ít nhất vài phần trăm chế độ ăn của O. catharus, và ở một số địa điểm như Plimmerton và Paremata, tỉ lệ này lên đến hơn 25%. Nó có xu hướng ăn nhiều hơn vào mùa hè so với mùa đông. Vẫn chưa rõ sự khác biệt về chế độ ăn giữa con đực và con cái.
Chân sau phẳng và hình dạng cơ thể thuôn gọn của cua tạo điều kiện để chúng bơi với tốc độ 1 m/s (2,2 mph) và bắt mồi nhanh chóng. Nó cũng có các càng mảnh và thon, rất phù hợp để giữ và xé thịt các động vật thân mềm nhỏ, các động vật thân mềm mà nó ăn thường có chiều dài dưới 4 mm (0,16 in). Càng cua có sự khác biệt về chức năng, thể hiện qua hai hình dạng khác nhau của hai càng: càng bên trái được sử dụng để cắt trong khi càng bên phải được sử dụng để nghiền. Các chi mái chèo cho phép cua giữ thăng bằng và giúp ổn định trên đôi chân bò thứ ba của nó khi đào các con nghêu ra khỏi cát.

## Con mồi và các tương tác khác

O. catharus đào hang cát dưới đáy biển rồi tự vùi lấp để thoát khỏi bị săn mồi.

Các loài là con mồi của O. catharus bao gồm cá nhám gai (Squalus acanthias), cá tráp biển bạc (Pagrus auratus), cá nhám trơn cửa sông (Mustelus lenticulatus), cá mú hāpuku (Polyprion oxygeneios), cá heo Hector, Thalassarche bulleri, và loài cua xâm lấn Charybdis japonica. Những con cua non dễ bị đồng loại ăn thịt, và tất cả O. catharus đều dễ bị như vậy trong quá trình lột xác. Ngành đánh bắt thủy sản thương mại cũng đánh bắt O. catharus. Để thoát khỏi bị săn mồi, O. catharus đào các hang cát tạm thời trong cát mềm bằng cách sử dụng các chi mái chèo của nó, nó mất trung bình chỉ vài giây để hoàn toàn vùi lấp cơ thể bằng cách làm tơi cát và vùi thân mình của nó vào trong nền cát. Nó nằm yên ở vị trí dưới nền của mặt cát khoảng 10–20 mm (0,39–0,79 in), đôi khi để đôi mắt của nó nhô lên.
Các nhà sinh thái học đã bày tỏ lo ngại rằng Charybdis japonica xâm lấn đang mở rộng phạm vi ở New Zealand, chúng có thể cạnh tranh với O. catharus nhờ vào kích thước và chế độ ăn tương đồng, một phần chúng đồng phân bố về môi trường sống, tính hung dữ cao, khả năng vượt trội O. catharus trong cuộc cạnh tranh một-một về thức ăn, và do ảnh hưởng bởi biến đổi khí hậu toàn cầu mà chúng trở nên có khả năng chịu nhiệt tốt hơn. O. catharus dường như ít bị ảnh hưởng bởi các loài ký sinh phổ biến có mặt là C. japonica; nó cũng không có dấu hiệu bị ký sinh bởi giun đốt Serpulidae, giun tròn hoặc hà. Phần lớn O. catharus thì lại là vật chủ của loài ctenosome bryozoan Triticella capsularis hình thành lớp lông dày tới gần 10 mm (0,4 in) ở mặt dưới cua sau lần lột xác cuối cùng. Chúng chỉ được tìm thấy trên O. catharus, và được cho là một sinh vật cộng sinh bắt buộc của O. catharus.

## Giao phối và sinh sản

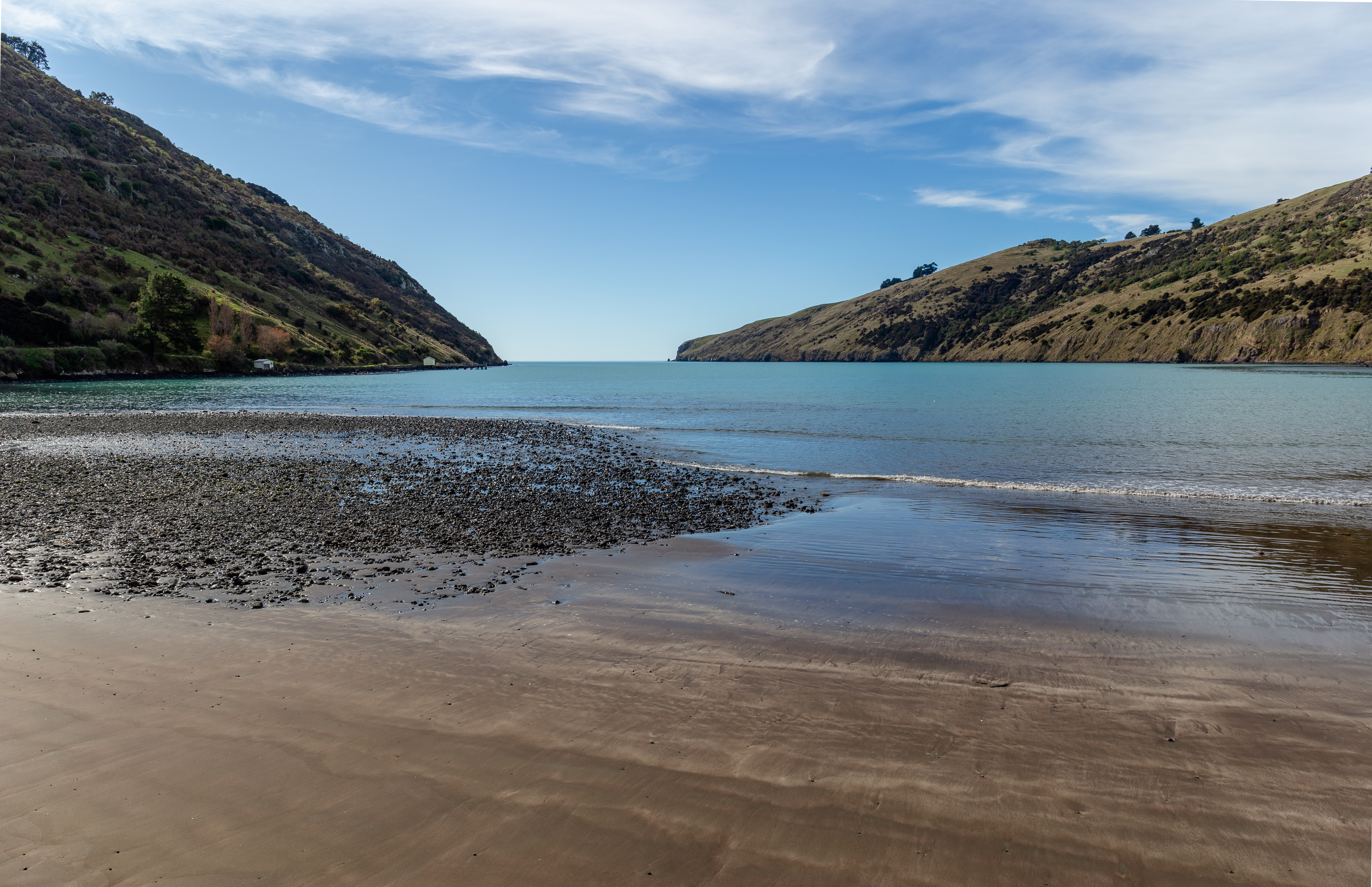
Vào mùa đông và mùa xuân, O. catharus tụ họp ở những vịnh biển kín như Little Akaloa để sinh sản.

Ovalipes catharus trải qua quá trình lột xác dậy thì khi mai cua đạt chiều rộng khoảng 50–60 mm (2,0–2,4 in) và đạt được độ trưởng thành sinh dục trong năm đầu đời sống ở vùng đáy nước. Nhiệt độ ấm hơn khiến cho mùa sinh sản kéo dài hơn, thúc đẩy sự phát triển và dẫn đến quá trình trưởng thành sinh dục diễn ra sớm hơn, từ đó làm thay đổi thời gian giao phối giữa các quần thể. Cua đực và cua cái bắt đầu tụ tập ở các vịnh nông có nơi trú ẩn vào mùa đông để giao phối, còn quá trình sinh sản thì diễn ra từ tháng 5 đến tháng 11, cũng là thời điểm cua cái vừa lột xác. Để đối phó với sự cạnh tranh từ những con cua đực khác sinh sống ở gần cua cái đang giao phối, cua đực trở nên hung dữ và sử dụng âm thanh để giao tiếp. Tuy nhiên, vẫn chưa rõ các âm thanh này được gửi đến cua cái, cua đực cạnh tranh hay cả hai. Cua đực phát ra hai âm thanh xen kẽ: âm thanh "zip" tần số thấp-tầm trung có nhiều nhịp được tạo ra khi cua cọ xát mặt dưới của càng vào một khớp giống như miếng gảy đàn ở cặp chân bò đầu tiên; và một loạt tiếng rung siêu trầm với cơ chế hiện vẫn chưa rõ và vẫn còn là ẩn số. Âm thanh "zip" kèm theo màn trình diễn, trong đó cua "di chuyển về phía trước và lắc cả hai chi mái chèo theo chuyển động xoắn", có thể là một hành vi tán tỉnh.
Một con O. catharus đực chỉ có thể giao phối với một con O. catharus cái có cơ thể mềm trong khoảng bốn ngày sau khi nó lột xác, vì vậy nó giữ một con cái trước lúc lột xác dưới cơ thể của mình trong tối đa 10 ngày trước khi giao phối. Một con cua đực đang đói thường sẽ tránh việc ăn thịt bạn tình của nó; thay vào đó, nó có xu hướng bảo vệ con cái trong suốt quá trình giao phối, kéo dài từ 12 đến 36 giờ và thậm chí lên đến bốn ngày. Sau khi giao phối và tách ra, cua đực có thể tiếp tục nhận diện bạn tình của nó để tránh ăn thịt đồng loại trong khi cơ thể của con cái vẫn còn mềm, nhưng đôi khi việc ăn thịt vẫn xảy ra. Việc con đực bảo vệ con cái đang trong tình trạng dễ bị thương tổn do lột xác được giả thuyết là lý do khiến một số địa điểm có tỷ lệ giới tính lệch về phía cua cái.
Cua cái được cua đực thả ra sau khi giao phối và di chuyển đến khu vực đẻ trứng, có thể là vùng nước sâu hơn. Không rõ có bao nhiêu lô trứng có thể được thụ tinh từ một lần thụ tinh, nhưng theo quan sát cua cái mang lên tới bốn hoặc năm lô trứng mà không cần giao phối lại. Số lượng trứng trong mỗi lô có tương quan mạnh mẽ với chiều rộng mai cua và khối lượng cơ thể, những con cua lớn và nặng hơn sinh sản nhiều hơn. Trong một lô trứng, cua cái được tìm thấy đã sinh sản từ ít nhất 80.000 đến nhiều nhất 850.000 trứng, và một con cua lớn có chiều rộng mai cua khoảng 100 mm (3,9 in) thường sinh sản khoảng 500.000 trứng. Tuy nhiên, một tỷ lệ lớn số trứng thất thoát do bệnh tật, hư hỏng hoặc bị loài khác ăn mất. Điều này tương tự với các loài cua khác. Ấu trùng phát triển đồng bộ và thường được cua mẹ của chúng đẻ ra môi trường vào ban đêm. Trứng được phát ra với số lượng lớn thông qua việc vẫy mạnh của cơ thể cua cái, điều này làm va đập các vỏ trứng và khiến chúng bị nứt ra. Khi đẻ, cua cái duỗi chân để định vị cơ thể nó cao nhất có thể so với đáy biển. Sau đó, nó nghiêng cơ thể lên một chút và bắt đầu uốn cong bụng để phát ra những đám ấu trùng lớn. Cua cái thường đẻ tất cả ấu trùng trong một lần, nhưng ở một số địa điểm, chúng sẽ đẻ ấu trùng theo nhiều lô trứng. Mùa sinh sản thường diễn ra từ tháng 9 đến tháng 3. Tổng cộng, một con O. catharus cái có thể sinh sản lên đến khoảng 10 lô trong suốt cuộc đời trong bốn mùa sinh sản.

## Mối quan hệ với con người
Ovalipes catharus nổi tiếng là một loài cua hung dữ ở các bãi biển khi thường xuyên kẹp những người tắm biển ở New Zealand, và những người đi biển cũng thường xuyên nhìn thấy vỏ của O. catharus trôi dạt vào bờ. Loài cua này là một chủ đề phổ biến trong nghệ thuật Māori, với các thiết kế được tích hợp vào các mẫu dệt may, tā moko (hình xăm mặt), và các thiết kế của wharenui (nhà hội nghị) và whare wānanga (nhà học tập). O. catharus là nguồn thực phẩm truyền thống, nhưng các nhà nghiên cứu trong thời kỳ tiền thuộc địa không ghi lại nhiều về các tập tục thu hoạch.
Ngành đánh bắt thủy sản thương mại đã nhắm vào O. catharus từ cuối những năm 1970, chủ yếu ở phía đông của Đảo Bắc và phía bắc của Đảo Nam. O. catharus nổi tiếng với thịt có cả hương vị và kết cấu tốt, và sản lượng đánh bắt được bán ở trong nước New Zealand và xuất khẩu sang Nhật Bản. Sản lượng Ovalipes catharus nói chung đã tăng lên cho đến cuối những năm 1990, đạt đỉnh ở mức 519 tấn (1.144.000 lb) trong các năm 1998–1999, sau đó chúng bắt đầu giảm dần trong hai thập kỷ tiếp theo, và đạt trung bình 16,6 tấn (37.000 lb) hàng năm trong khoảng thời gian 5 năm từ năm 2017 đến năm 2022. Trong khi phần lớn sản lượng đánh bắt trong những năm 1990 và 2000 đến từ bờ biển phía đông của Đảo Bắc và bờ biển phía tây của Đảo Nam, điều này đã giảm mạnh trong những năm 2010, và sản lượng đánh bắt trong những năm 2020 đến nay chủ yếu đến từ bờ biển phía đông của Đảo Nam. Nguyên nhân sản lượng đánh bắt giảm sút chưa được biết rõ.